# Corinne Hofmann
Corinne Hofmann, född 4 juni 1960 i Frauenfeld, Schweiz, är en tysk författare som skrivit självbiografiska böcker om sitt liv i en samburuby i Kenya. 
Hennes första roman, Den vita massajen handlar om när hon under ett turistbesök i Mombasa i Kenya 1986 tillsammans med sin pojkvän blev förälskad i en samburuman, Lketinga, som hon senare gifte sig och flyttade ihop med i byn Barsaloi, provinsen Rift Valley. De fick barn, men Hofmann lämnade Kenya med dottern när hennes man antydde att dottern borde könsstympas och giftas bort. Hon har sedan skrivit ytterligare två böcker och har besökt Kenya på nytt.
Hon är bosatt i Schweiz.